# 비응도
비응도(飛鷹島)는 현 전라북도 군산시 비응도동에 위치해있던 섬이다. 현재는 간척사업을 통해 육지와 연결되었으며, 새만금방조제의 시작점이 인접해 있다. 북동쪽에는 오식도(筽篒島), 동쪽에는 내초도(內草島)와 군산항이 있었고, 면적은 0.534㎢, 해안선 길이는 3.7㎞이었다. 지명은 섬의 북쪽에 있는 구릉지의 모양이 나는 매와 같이 생긴 데에서 유래되었다고 한다.

## 간척 후
주민들은 농업보다 어업에 치중하였으며, 농산물로는 서류·무·쌀·두류 등이, 주요 어획물로는 꼴뚜기·소라·꽃게·새우 등이 생산되었다. 취락은 남서부에 분포한 경작지에 잇대어 있었다. 비응도는 군장국가공단 조성사업에 의해 1994년에 방조제로 연륙되어 섬으로서의 기능이 상실되었다. 주민들은 어업과 농업에 대한 보상비를 지급받아 다른 지역으로 이주하였으며, 일부 주민들이 비응도 앞바다로 나가 어업을 하고 있다.